# Смидович, Пётр Гермогенович
Пётр Гермогенович Смидович (7 [19] мая 1874, Рогачёв — 16 апреля 1935, Москва) — советский партийный и государственный деятель.

## Биография
Родился в дворянской семье польского герба Сухекомнаты. Отец, надворный советник Гермоген Викентьевич Смидович (1837—1905) — выпускник юридического факультета Московского университета (1859).
Вместе с женой, Марией Тимофеевной, в 1876 году переехал в имение Зыбино, подаренное ему тёткой, Ольгой Курбатовой.
Пётр Смидович учился в Московском университете, откуда был исключён в 1894 г. за участие в нелегальной студенческой деятельности и выслан в Тулу.
С 1895 года, находясь за границей, обучался в Высшей электротехнической школе в Париже.
Работал на бельгийских заводах и состоял в Бельгийской рабочей партии.
С 1898 года вёл революционную работу в Петербурге. Состоял в РСДРП с 1898 года.
В 1900 году за свою революционную деятельность был арестован и выслан из страны.
С 1902 года Смидович являлся агентом «Искры», а с 1903 года был соорганизатором подпольной типографии «Искры» в г. Умань.
В 1903—1905 годах состоял в комитетах РСДРП (Среднеуральском, Северном, Бакинском и Тульском).
В 1905 году участвовал в Декабрьском вооружённом восстании в Москве.
В 1906—1908 годах состоял в Московском окружном и городском комитете РСДРП.
Был арестован в 1908 году и отправлен в ссылку в Вологодскую губернию.
С 1910 года занимался партийной работой в Калуге и в Москве.

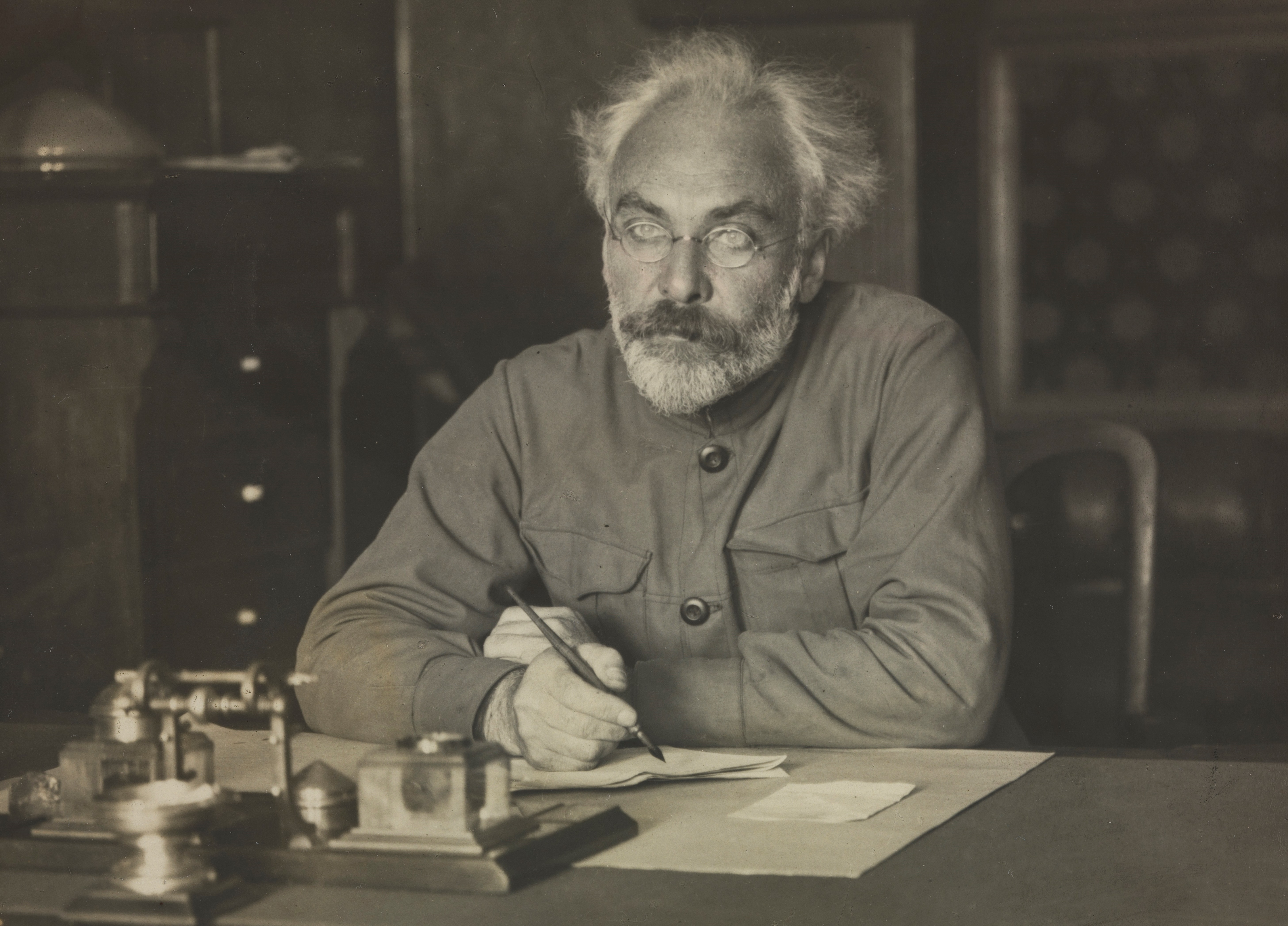

После революции в феврале 1917 года был членом Московского комитета РСДРП(б), также состоял в Президиуме Исполкома Моссовета.
Был делегатом 7-й (Апрельской) конференции и VI съезда РСДРП(б). 25 июня 1917 года по списку РСДРП(б) избран гласным Московской городской думы.
Во время Октябрьской революции 1917 года был членом Московского Военно-Революционного комитета, членом президиума ВЦИК и ВСНХ.
С 1918 года председатель Моссовета, с 1919 года — председатель Московского губернского совнархоза. В 1920 году участвовал в советской делегации на мирных переговорах с Польшей.
В 1921 году участвовал в подавлении Антоновского и Кронштадтского антибольшевистских восстаний.
30 декабря 1922 года открыл I Всесоюзный Съезд Советов, был избран в его президиум.
С 1922 года — член Антирелигиозной комиссии при ЦК ВКП(б) и глава Секретариата по делам культов, с 1929 г. председатель Постоянной комиссии по вопросам культов при Президиуме ВЦИК.
С 1924 года был председателем Государственного комитета по земельному устройству еврейских трудящихся (КомЗЕТ) при президиуме Совета национальностей ЦИК СССР.

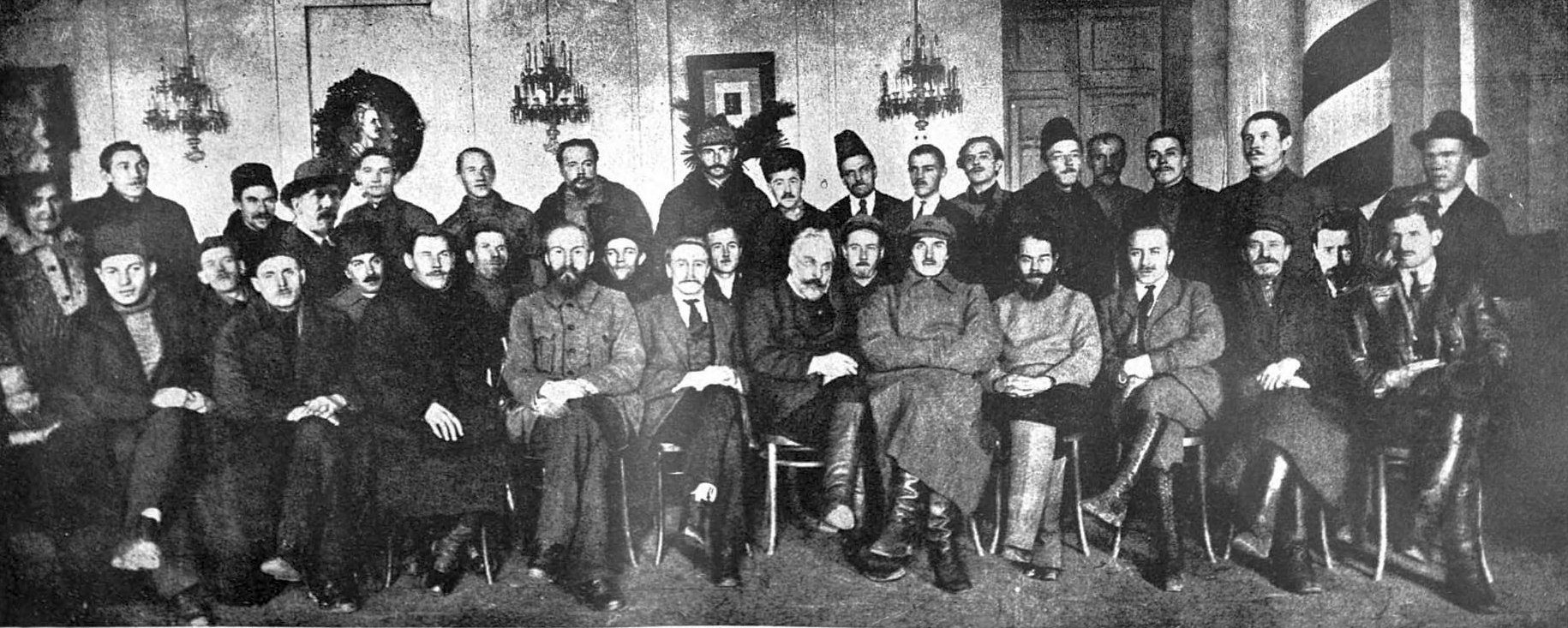
Группа членов Исполкома первого созыва Моссовета после Октябрьской революции.
Сидят (слева направо): 1) Игнатов, 2) Ратехин, 3) Корзинов, 4) Розенгольц, 5) Пискарёв, 6) Сальников, 7) Ангарский, 8) Борщевский, 9) Фельдман, 10) Каныгин, 11) Смидович, 12) Горкунов, 13) Сахаров, 14) Рогов, 15) Лисицин, 16) Радзивиллов, 17) Ногин, 18) Певунов.
Стоят (слева направо): 1) Темкина, 2) Илюшин, 3) Меркулов, 4) Рыков, 5) Заморёнов, 6) Будзыньский, 7) Обух, 8) Смирнов, 9) Савин, 10) Семашко, 11) Исаев, 12) Вознесенский, 13) Буровцев, 14) Белорусов, 15) Желтов, 16) Булочнинов, 17) Фонченко.

Член ВЦИК, президиума ВЦИК и ЦИК СССР.
С 1924 года до смерти в 1935 году — председатель Комитета содействия народностям северных окраин (Комитет Севера) при ЦИК СССР, созданного постановлением Президиума ВЦИК от 20 июня 1924 года.
В задачи комитета входило «содействие планомерному устроению малых народностей Севера в хозяйственно-экономическом, административно-судебном и культурно-санитарном отношении».
С 1927 года возглавлял Центральное бюро краеведения.
На посту председателя Комитета Севера принял активное участие в создании Ненецкого национального округа.
C 20 августа 1933 года возглавлял Комитет по заповедникам при Президиуме ВЦИК, в качестве члена Президиума ВЦИК.
Делегат VI, VIII, X—XVII съездов партии.
Член Центральной контрольной комиссии РКП(б) (1921—1922).
Пётр Гермогенович Смидович скончался в Москве 16 апреля 1935 года; урна с прахом захоронена на Красной площади в Кремлёвской стене.

## Семья
Жена — Софья Николаевна Смидович (Черносвитова-Луначарская, 08.03.1872 — 26.11.1934) — революционерка-большевичка, вдова Платона Васильевича Луначарского, известного киевского врача, родного брата А. В. Луначарского. В 1922—1924 годах — заведующий Отделом по работе среди женщин ЦК РКП(б), заместитель председателя Общества старых большевиков. Похоронена в колумбарии бывшего здания Донского крематория в Москве.
Сын — Глеб Петрович (27 апреля 1910, Санкт-Петербург — ?) инженер-электрик, арестован 30 апреля 1938 г., приговорён ОСО при НКВД СССР к 8 годам ИТЛ и ссылке. Срок отбывал на строительстве железной дороги Котлас-Воркута и Совгавань-Комсомольск-на-Амуре. Реабилитирован в 1954 году.
Внук — Петр Глебович Смидович (16 июля 1953, Москва — 5 ноября 2019, Москва). Советский и российский актёр театра и кино, театральный режиссёр, композитор.
Пётр Гермогенович Смидович — троюродный брат писателя В. В. Вересаева и дальний родственник Натальи Фёдоровны Васильевой — матери генерал-лейтенанта В. Е. Васильева.

## Отзывы
В труде священника Валентина Свенцицкого «Взыскующим Града» упомянут случай, в котором был описан, судя по всему, сам Смидович (хотя автор и не называет его фамилии). Сообщается о неожиданном разговоре, который произошёл поздней ночью:

Нужна особая минута, какая, может быть, случается с человеком раз-два в жизни, чтобы с глазу на глаз, уставший, притихший, как больной ребёнок, он вдруг открыл вам свою исстрадавшуюся душу. <…> Я почти не был знаком с ним. Встречались всего несколько раз. Но он был очень популярный, видный деятель, и я хорошо знал его по рассказам. <…> Он наклонился ко мне:
—…Признайтесь… я никогда никому не скажу, клянусь вам… Скажите, что вы… ну, что вы для своего спасения… для самовнушения… одним словом… что вы Христа не признаёте, в бессмертие не верите, что вам так же страшно жить, как и всем, что вы ничего, ничего не знаете… Мой визит нелеп… Скажите это — я уйду и ни слова никогда никому…
— «Взыскующим Града». Валентин Свенцицкий

## Награды и память
Награждён орденом Ленина.
Его именем названы: заповедник в Мордовии, пароход, колхоз, тепловая электростанция в Москве, Институт народов Севера ЦИК СССР, улицы в нескольких городах, в 1934 году — посёлок Смидович и Смидовичский район Еврейской автономной области. Село Берёзовка в Раздольненском районе Крыма до 1945 года называлось Смидович.